# Markt 4 (Adenau)

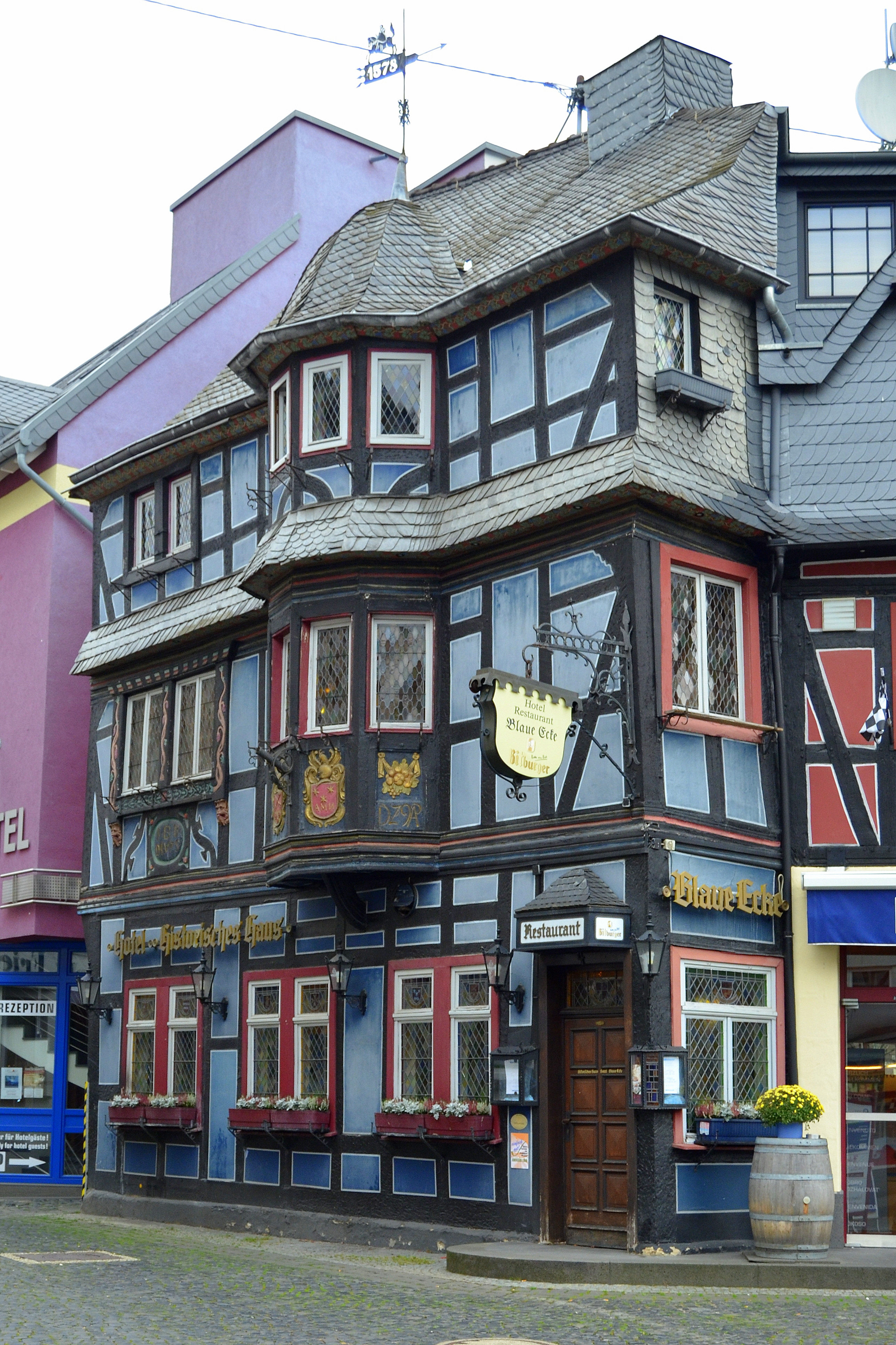
Fachwerkhaus Markt 4 in Adenau

Das Gebäude Markt 4 in Adenau, einer Stadt im Landkreis Ahrweiler in Rheinland-Pfalz, wurde 1682 errichtet. Das Fachwerkhaus in Ecklage zur Kollengasse ist ein geschütztes Kulturdenkmal.
Das Hotel Blaue Ecke ist ein dreigeschossiges Gebäude, das sein zweites Obergeschoss vermutlich später erhielt. Das Erkertürmchen ist mit der Jahreszahl 1682 bezeichnet.  
Das Fensterpaar im ersten Stock (links außen) wird von Weinranken verziert. Die beiden Längsseiten der Fenster sitzen auf Tierfratzen auf. Auf dem unteren vierseitigen Erkervorbau mit Fruchtgehängen und den Buchstaben DZA sind zwei Wappen zu sehen. 
Bei der Renovierung im Jahr 1933 wurde die Tür nach rechts außen verlegt und die Fenster im Erdgeschoss verändert. 